# Morpheis xylotribus
Morpheis xylotribus is een vlinder uit de familie van de houtboorders (Cossidae). De wetenschappelijke naam van de soort werd voor het eerst geldig gepubliceerd in 1853 door Herrich-Schäffer.